# Gens Semprònia
La Gens Semprònia (en llatí Sempronia gens) era una gens romana patrícia i plebea, de gran antiguitat. La seva gloria està pràcticament limitada al període republicà i molt pocs Sempronii van tenir algun paper durant l'Imperi. Un dels seus membres, Aule Semproni Atratí, va obtenir el consolat el 497 aC, només dotze anys després de la fundació de la república.
Els Sempronii es van dividir en famílies de les quals els Atratí (Atratinus) eren patricis, i la resta plebeus: els Asel·lió, Bles, Dens, Grac, Llong, Musca, Pitió, Ruf, Rutil, Sop i Tudità.